# Oregon Kaufusi

a Compétitions nationales et continentales officielles uniquement.

b Matchs officiels uniquement.
Oregon Kaufusi, né le 20 août 1999 à Auckland (Nouvelle-Zélande), est un joueur de rugby à XIII néo-zélandais d'origine samoane évoluant au poste de pilier ou de troisième ligne dans les années 2010 et 2020.
Natif de Nouvelle-Zélande, il se forme au rugby à XIII en Australie au sein du club des Parramatta Eels et est sélectionné dans l'équipe scolaire de l'Australie. Avec Parramatta, il gagne au fil des saisons un poste de titulaire et dispute la finale de la National Rugby League (« NRL ») en 2022 perdue contre les Penrith Panthers. Fort de ses performances, il est sélectionné dans l'équipe des Samoa fin 2022 pour la Coupe du monde 2021. Le pays réalise de grandes performances et termine finaliste contre l'Australie.

## Palmarès
- Collectif :
  - Finaliste de la Coupe du monde : 2021 (Samoa).
  - Finaliste de la National Rugby League : 2022 (Parramatta).

### En club

#### Statistiques
| Saison | Club            | Compétition           | Matchs | Points | Essais | Goals | Drops |
| ------ | --------------- | --------------------- | ------ | ------ | ------ | ----- | ----- |
| 2018   | Parramatta Eels | National Rugby League | 2      | -      | -      | -     | -     |
| 2019   | Parramatta Eels | National Rugby League | 8      | 4      | 1      | -     | -     |
| 2020   | Parramatta Eels | National Rugby League | 13     | -      | -      | -     | -     |
| 2021   | Parramatta Eels | National Rugby League | 21     | 4      | 1      | -     | -     |
| 2022   | Parramatta Eels | National Rugby League | 28     | 4      | 1      | -     | -     |